# Pietro Massimo Busetta
Pietro Massimo Busetta (Palermo, 29 maggio 1947) è uno statistico ed economista italiano.

## Biografia
È un professore ordinario di statistica economica presso la facoltà di economia dell’Università degli Studi di Palermo, è stato direttore del CIRMET e dell’Istituto di Statistica per la ricerca applicata della stessa università, già presidente della Fondazione Curella. È anche stato presidente del Consorzio Universitario di Agrigento nel 2018, componente del Consiglio direttivo della Società Italiana di Economia, demografia e statistica, socio dell’International Statistic Institute, componente del consiglio di amministrazione di SVIMEZ.
Inoltre è stato presidente del comitato scientifico delle Giornate dell’Economia del Mezzogiorno è anche presidente dal 2021 del Centro Studi Giuseppe La Loggia. È stato assessore all’economia e al turismo del Comune di Lampedusa e Linosa.
Si è occupato prevalentemente di credito, del mercato del lavoro, dei nodi dello sviluppo ed esperto delle realtà a sviluppo ritardato con particolare riguardo al Mezzogiorno.

## Opere
- Pietro Massimo Busetta, La rana e lo scorpione. Ripensare il Sud per non essere né emigranti né briganti, Soveria Mannelli, Rubbettino, 2023, ISBN 9788849874471.
- Pietro Massimo Busetta, Il lupo e l'agnello: dal mantra del Sud assistito all'operazione verità, Soveria Mannelli, Rubbettino, 2021, ISBN 978-88-498-6647-6, OCLC 1277195334.
- Pietro Massimo Busetta, Il coccodrillo si è affogato: Mezzogiorno, cronache di un fallimento annunciato e di una possibile rinascita, Soveria Mannelli, Rubbettino, 2018, ISBN 978-88-498-5405-3, OCLC 1041510099.
- Pietro Massimo Busetta, Rainer Masera, Mezzogiorno Banco-Rotto Rubbettino Editore,2019
- Pietro Busetta, Sicilia 2015 : obiettivo sviluppo : un traguardo possibile, Napoli, Liguori, 2009, ISBN 978-88-207-4529-5, OCLC 318871258.
- Pietro Busetta, Il mercato del credito dal locale al globale, Napoli, Liguori, 2011, ISBN 88-207-5426-6, OCLC 878780395.
- Pietro Busetta, In giro per il mondo, il Sud nel cuore: Mezzogiorno tra ritardi ed opportunita, Napoli, Liguori, 2009, ISBN 978-88-207-4769-5, OCLC 587025400.
- Pietro Busetta, L'isola del tesoro : la potenzialità del turismo culturale in Sicilia, Napoli, Liguori, 2006, ISBN 88-207-3868-6, OCLC 68909953.
- Pietro Busetta, Un collegamento per lo sviluppo : le ragioni del sì per il ponte sullo stretto, Napoli, Liguori, 2005, ISBN 88-207-3826-0, OCLC 933979536.
- Pietro Busetta, Capire il sommerso: un'analisi del lavoro irregolare al di là dei luoghi comuni, Napoli, Liguori, 1998, ISBN 978-88-207-2832-8, OCLC 41628622.
- Pietro Busetta, Mezzogiorno senza credito : una analisi critica dei cambiamenti del sistema creditizio meridionale, Milano, A. Giuffre, 1998, ISBN 88-14-06893-3, OCLC 39023716.
- Pietro Busetta, Statistiche finanziarie, Padova, CEDAM, 1997, ISBN 978-88-13-20274-3, OCLC 800994195.
- P.M. Busetta, L'innovazione tecnologica delle imprese manifatturiere siciliane, Confederazione generale industria italiana (CONFINDUSTRIA). Centro Studi. CSC Ricerche, Confederazione generale dell'industria italiana, 1993. URL consultato il 2 aprile 2022.
- P.M. Busetta, L'industria siciliana negli anni ottanta, confederazione generale industria italiana (CONFINDUSTRIA). Centro Studi. CSC Ricerche, Confederazione generale dell'industria italiana, 1993. URL consultato il 2 aprile 2022.
- Pietro M. Busetta, Giuseppe Rosa, Allargare l'orizzonte dell'industria siciliana. Ed. Confederazione generale dell'industria italiana 1993
- P.M. Busetta, Sulla concentrazione bancaria in Sicilia, Quaderni ...: Annali della Facoltà, Vittorietti, 1982. URL consultato il 2 aprile 2022.